# Lepeoptheirus trifidus
Lepeoptheirus trifidus är en kräftdjursart som beskrevs av Sueo M. Shiino 1965. Lepeoptheirus trifidus ingår i släktet Lepeoptheirus och familjen Caligidae. Inga underarter finns listade i Catalogue of Life.